# ハノーファー国際見本市会場

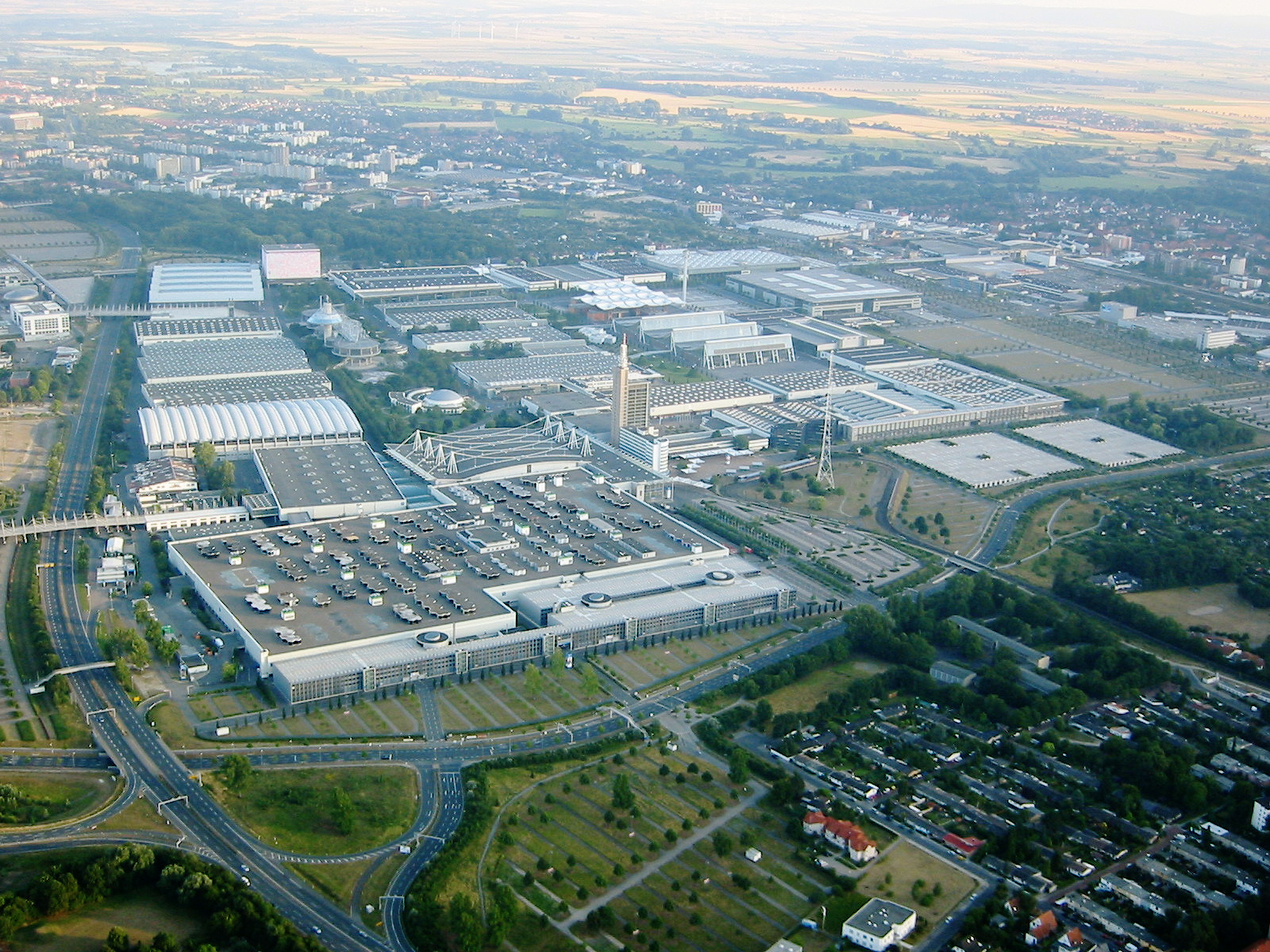
上空より

ハノーファー国際見本市会場（ハノーファーこくさいみほんいちかいじょう、英: Hanover Fairground、独: Messegelände Hannover）は、ドイツのニーダーザクセン州ハノーファーにある見本市会場。総面積約100万m2、27の展示ホールを合わせた総展示面積は460,000m2で、世界最大級のコンベンション・センターである。このうち1号館は73,000m2で、世界最大の展示ホールとしてギネス世界記録に掲載されている。

## 歴史

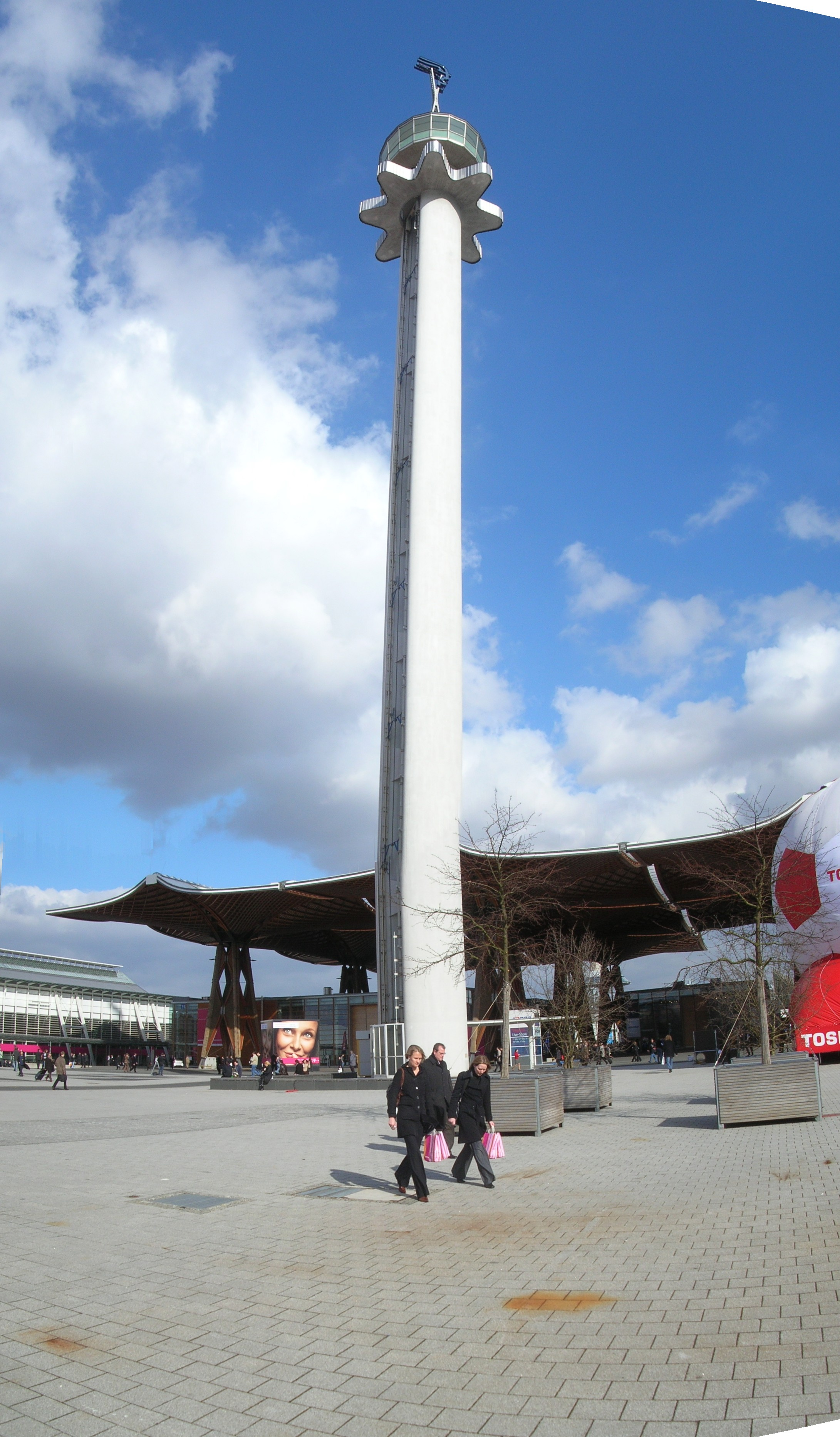
エルメスタワー

第二次世界大戦以前にあった航空機の整備工場跡地に、1947年に開設された。1956年から1958年にかけて、展望塔「エルメスタワー」が建設された。1970年には、世界最大の展示ホール「1号館」が完成した。

## 主な催事

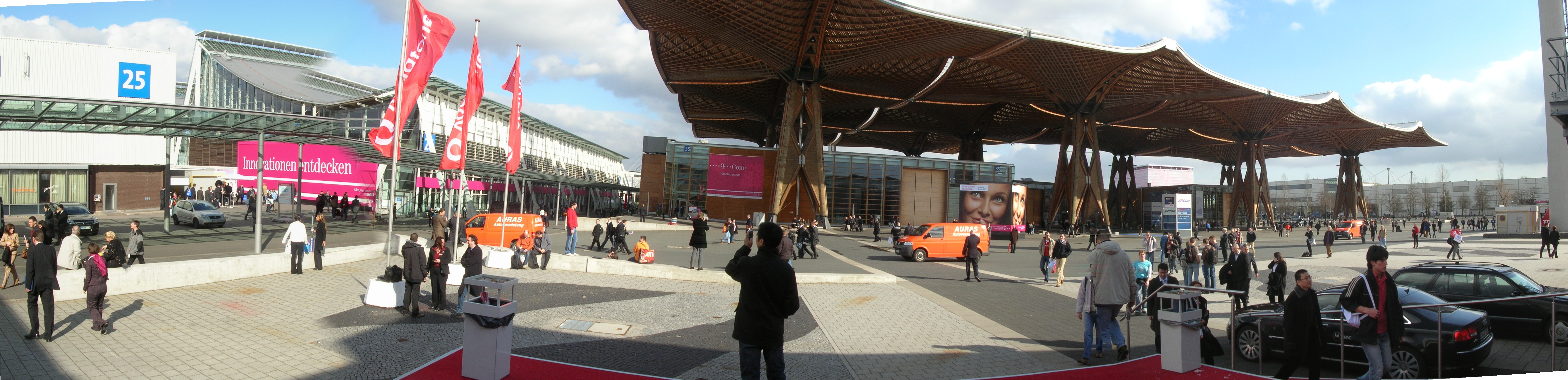
ハノーヴァー万国博覧会

- ハノーヴァー万国博覧会 - 2000年に開催された国際博覧会。
- ハノーファー・メッセ - 世界最大規模の産業見本市[3]。
- CeBIT - コンピュータの展示会。1986年より、ハノーファー・メッセから独立して開催されるようになった。

## 交通

### 自動車
アウトバーン 2およびアウトバーン 7が直結、8790台分の駐車場がある。タクシーではハノーファー中央駅より約20分、ハノーファー空港より約40分。

### 鉄道
ハノーファー中央駅よりハノーファーLRT8系統、18系統、またはE系統で約20分。ハノーファー・メッセおよびCeBIT開催中は、ハノーファー空港からの直通電車も運行される。